# Ranson's Folly (film 1915)
Ranson's Folly  è un film muto del 1915 diretto da Richard Ridgley (Richard Ridgely). Nel 1910, la Edison aveva già distribuito un altro Ranson's Folly, primo adattamento cinematografico del romanzo di Richard Harding Davis, un cortometraggio in un rullo diretto da Edwin S. Porter. Nel 1926, ne sarebbe stato fatto un ulteriore remake, sempre con il titolo Ranson's Folly, questa volta diretto da Sidney Olcott.

## Trama
Insieme alla figlia Mary, appena uscita da una scuola religiosa, Patrick Cahill parte per il West dopo la morte di un drogato nel suo saloon nella Bowery. Nel West, Mary conosce il tenente Ralston, un reduce della guerra delle Filippine che la salva da un incendio nella prateria. I due, però, non appartengono alla stessa classe sociale e Mary respinge il militare, pur se innamorata di lui.
Ranston, per ravvivare la sonnolenta vita sociale del paese, intrattiene i commilitoni con il racconto delle sue imprese nelle Filippine. Venuto a sapere che nella regione agisce un bandito chiamato Red Rider, scommette che anche lui può inscenare una rapina. Quando arriva con le prove del "reato", si viene a sapere che l'impiegato addetto al pagamento degli stipendi è stato derubato e il conducente della diligenza è stato ucciso. Così Ranston viene arrestato. Ma Mary crede alla sua innocenza e lo va a visitare in cella, accettando questa volta la sua proposta di matrimonio. Il padre della ragazza, allora, si suicida, lasciando una confessione dove dichiara di essere lui il bandito Red Rider e di aver iniziato a rubare per poter pagare gli studi della figlia.

## Produzione
Il film fu prodotto dalla Edison Manufacturing Company.

## Distribuzione
Distribuito dalla General Film Company, il film uscì nelle sale cinematografiche statunitensi il 17 settembre 1915 in una versione di quattro bobine.